# Lemoniidae
De Lemoniidae vormen een vroegere familie van nachtvlinders, in het Nederlands veelal aangeduid als herfstspinners. De naam is echter niet meer geldig, en wordt tegenwoordig gezien als synoniem van de Brahmaeidae, die ook de naam herfstspinners hebben overgenomen.